# When the Blackbird Sings…
When the Blackbird Sings… ist das am 20. Mai 1991 veröffentlichte zweite Studioalbum der US-amerikanischen Hardrock-Band Saraya.

## Hintergrund
Das Debütalbum der Gruppe war im März 1989 veröffentlicht worden und hatte Platz 79 der US-Album-Charts erreicht. Das Album erhielt positive Kritiken, und es gab „nur wenige, die der Band keine große Zukunft prophezeit hätten“. Die Musik wurde als „deutlich ernsthafter und substanzieller“ als der zu dieser Zeit übliche „simple Party-Hardrock“ wahrgenommen und mit „amerikanisierten Whitesnake und Heart“ verglichen, die Stimme von Sängerin Sandi Saraya als „junge Mischung aus Ann Wilson, Alannah Myles und Pat Benatar“ beschrieben. Trotz dieser anfänglichen Erfolge musste Bassist Gary Taylor schon bald ersetzt werden, weil er die Band verlassen hatte.
Für die Aufnahme des zweiten Albums übernahm Peter Collins die Produktion, der sich einen Namen mit Aufnahmen für Gary Moore (After the War und Wild Frontier), vor allem aber durch die Arbeit an Operation: Mindcrime und Empire von Queensrÿche gemacht hatte. Er wurde der Band vom Musikmanager Peter Mensch vorgeschlagen. Toningenieur war Paul Northfield, der mit Collins schon an Operation: Mindcrime gearbeitet hatte. Neuer Bassist der Band war Barry Dunaway, der zuvor Mitglied der Bands von Lou Gramm und Yngwie Malmsteen gewesen war. Gitarrist Tony Rey hatte mittlerweile den Künstlernamen Tony Bruno angenommen.
Die Aufnahmen erfolgten im Studio in the Country in Washington Parish (Louisiana). Tony Bruno schrieb zusammen mit Sängerin Sandi Saraya neun der elf aufgenommenen Lieder, die deutlich gitarrenorientierter ausfielen als auf dem Debütalbum. Dadurch traten die von Gregg Munier gespielten Keyboards in den Hintergrund, und er bemerkte, dass er zu vielen der von Bruno und Saraya geschriebenen Songs nichts mehr beitragen konnte. Dadurch reduzierte sich sein Beitrag zum Songwriting des Albums auf zwei Lieder. Er hatte das Gefühl, dass es in der Band keinen Platz mehr für ihn geben könnte. Munier verließ die Band nach Ende der Aufnahmen. Auf dem Albumcover wurde er nicht mehr als Bandmitglied genannt.
Aus dem Album wurde Seducer als Single ausgekoppelt und in Europa als 7-Zoll-Vinylsingle, Maxisingle und CD-Single veröffentlicht. Die Maxisingle und die CD-Single enthielten beide außerdem die Lieder In the Shade of the Sun und das nicht mit dem Album veröffentlichte Chainsmokin’ als B-Seite. Auf der CD-Single befand sich zusätzlich Love Has Taken Its Toll vom Debütalbum der Band. In den USA erschien Seducer ausschließlich als CD-Single mit drei verschiedenen Versionen des Liedes (Albumversion, Heavy Intro- und Acoustic Intro-Version).

## Titelliste
| Nr.          | Titel                     | Autor(en)                | Länge |
| ------------ | ------------------------- | ------------------------ | ----- |
| 1.           | Queen of Sheba            | Sandi Saraya, Tony Bruno | 6:17  |
| 2.           | Bring Back the Light      | Saraya, Bruno            | 6:05  |
| 3.           | Hitchin’ a Ride           | Saraya, Bruno            | 5:44  |
| 4.           | When You See Me Again     | Saraya, Bruno            | 4:37  |
| 5.           | Tear Down the Wall        | Gregg Munier             | 5:27  |
| 6.           | Seducer                   | Saraya, Bruno            | 6:11  |
| 7.           | When the Blackbird Sings… | Munier                   | 5:29  |
| 8.           | Lion’s Den                | Saraya, Bruno            | 4:14  |
| 9.           | In the Shade of the Sun   | Saraya, Bruno            | 4:44  |
| 10.          | White Highway             | Saraya, Bruno            | 5:08  |
| 11.          | New World                 | Saraya, Bruno            | 3:36  |
| Gesamtlänge: | Gesamtlänge:              | Gesamtlänge:             | 57:32 |

## Rezeption
In einer zeitgenössischen Rezension des aus Deutschland stammenden Magazins Rock Hard schrieb der Autor, der von einem Promotion-Mitarbeiter von Polydor angekündigte „radikale Stilwechsel“ finde nicht statt. Zwar trage When the Blackbird Sings… „merklich Collins' Handschrift“ und klinge „produzierter als das ’89 erschienene Debüt“, für das Jeff Glixman die Regler „so schob, wie er es in den Sixties gelernt“ habe Deshalb komme die Band „fülliger ausgestattet daher“ und sei „auch eine Spur“ radiofreundlicher. „Die Roots“ indes seien „immer noch intakt“. Das Album biete „aktualisiertes Siebziger-Handwerk, versteckte Zep/'Smith-Zitate hier und da, treffsichere Melody-Lines, infektiöse Hooks - kurzum: klassischer Heavy Rock vom Feinsten“. Ausgewogenheit sei Trumpf. Während das Debüt „neben einer Reihe hervorragender Songs noch den einen oder anderen Durchhänger“ aufgewiesen habe, halte sich „das neue Material auf einem konstanteren Level“. „Kompositorische Flops“ seien „ebensowenig zu notieren wie Queensryche-Anklänge“. When You See Me Again dürfe „zurecht gesondert erwähnt werden“, das Restprogramm liege allerdings „nur denkbar knapp hinter dem potentiellsten Single-Hit“. Der Rezensent vergab 9 von 10 möglichen Punkten.
Matthias Breusch meinte im Erscheinungsjahr in seiner Bewertung in Metal Hammer, „in puncto Härte, Abwechslunsgreichtum und Gitarrenbreitseiten“ seien im Vergleich zum Debütalbum „sogar noch ein paar wesentlich kräftigere Saiten aufgezogen“ worden. Dieses Album sei „anders“ und biete „keinen Aufguss“ der vorherigen Chartsingles. Es sei „deshalb auch etwas gewöhnungsbedürftig“. Es sei nicht „von der melodischen Einmaligkeit des Vorgängers“, aber „in jedem Fall ein starkes Heavyrock-Paket mit wiel Groove und Power“. Breusch vergab fünf von sechs zu vergebenden Punkten.
Rocks schrieb 2017 in einem Artikel über die Band, die „ohnehin merklich härteren Lieder“ auf When the Blackbird Sings… hätten durch den von Peter Collins verantworteten „exquisiten Sound“ gewonnen, er habe dem Album „einen nicht unähnlichen Klangestempel aufgedrückt“ wie zuvor den von ihm „klangveredelten“ Alben Operation: Mindcrime und Empire von Queensrÿche.
Das britische Blog Get Ready to Rock postete am 16. April 2020 einen Beitrag zum Album in seinem Feature Albums that time forgot und schrieb, das Album klinge heute besser als jemals zuvor. Die von Tony Bruno gespielten Gitarren seien fantastisch, die Lieder unmittelbar und dennoch beständig, und Sandi Sarayas Gesang sei selbstverständlich hervorstechend.